# Salomon Deressa
Salomon Deressa est un poète éthiopien contemporain de la littérature amharique, né en 1937, mort en 2017. Il écrit également en anglais et en français. Outre des poésies publiées dans la revue African Arts et des pièces pour le théâtre ou la télévision, il a exercé une importante activité de critique dans la revue Addis Reporter et défendu l'art abstrait dans son pays. 